# باتريسيا مودي
باتريسيا مودي (بالإنجليزية: Patricia Moody)‏ هي راكبة الكنو بريطانية، ولدت في 13 نوفمبر 1934.

## وصلات خارجية
- باتريسيا مودي على موقع أوليمبيديا (الإنجليزية)
- باتريسيا مودي على موقع اللجنة الأولمبية البريطانية (الإنجليزية)